# Loisobrachys convexa
Loisobrachys convexa är en insektsart som beskrevs av Alexandre Constant 2008. Loisobrachys convexa ingår i släktet Loisobrachys och familjen Eurybrachidae. Inga underarter finns listade i Catalogue of Life.